# Francesc Alarcón
Francesc Alarcón García (Mataró, 26 de abril de 1985) es un director de cine, director de fotografía y guionista español.

## Biografía
Nació el 26 de abril de 1985 en Mataró (Barcelona). Se graduó en dirección cinematográfica y guion en el Centre d'Estudis Cinematogràfics de Catalunya. Debutó con el cortometraje Madre e hija, protagonizado por la reconocida actriz Núria Prims. En 2009 fundó Prôcessus Creatius, con la que desarrollaría su posterior carrera. En el año 2010 formó parte del jurado en el AIFF (Athens International Film Festival).
Francesc Alarcón escribe y dirige su primera película, Soneto nocturno, en 2014 con un presupuesto muy reducido.

## Filmografía

### Director y Guionista
- Madre e hija (2010).
- Soneto nocturno (2014).
- S-A-N-D-R-A (2016).
- Un film dans les rêves (2021).

### Director de fotografía
- Blanc d'amor (2016).
- S-A-N-D-R-A (2016).
- L'amor blanc de Besançon (2018).
- Sota una nit d'estels (2019).
- Amor blanc (2020).
- Un film dans les rêves (2021).